# Skála Ítróttarfelag
El Skála Ítróttarfelag (Skála ÍF) és un club feroès de futbol de la ciutat d'Skáli, municipi de Runavík.

## Història

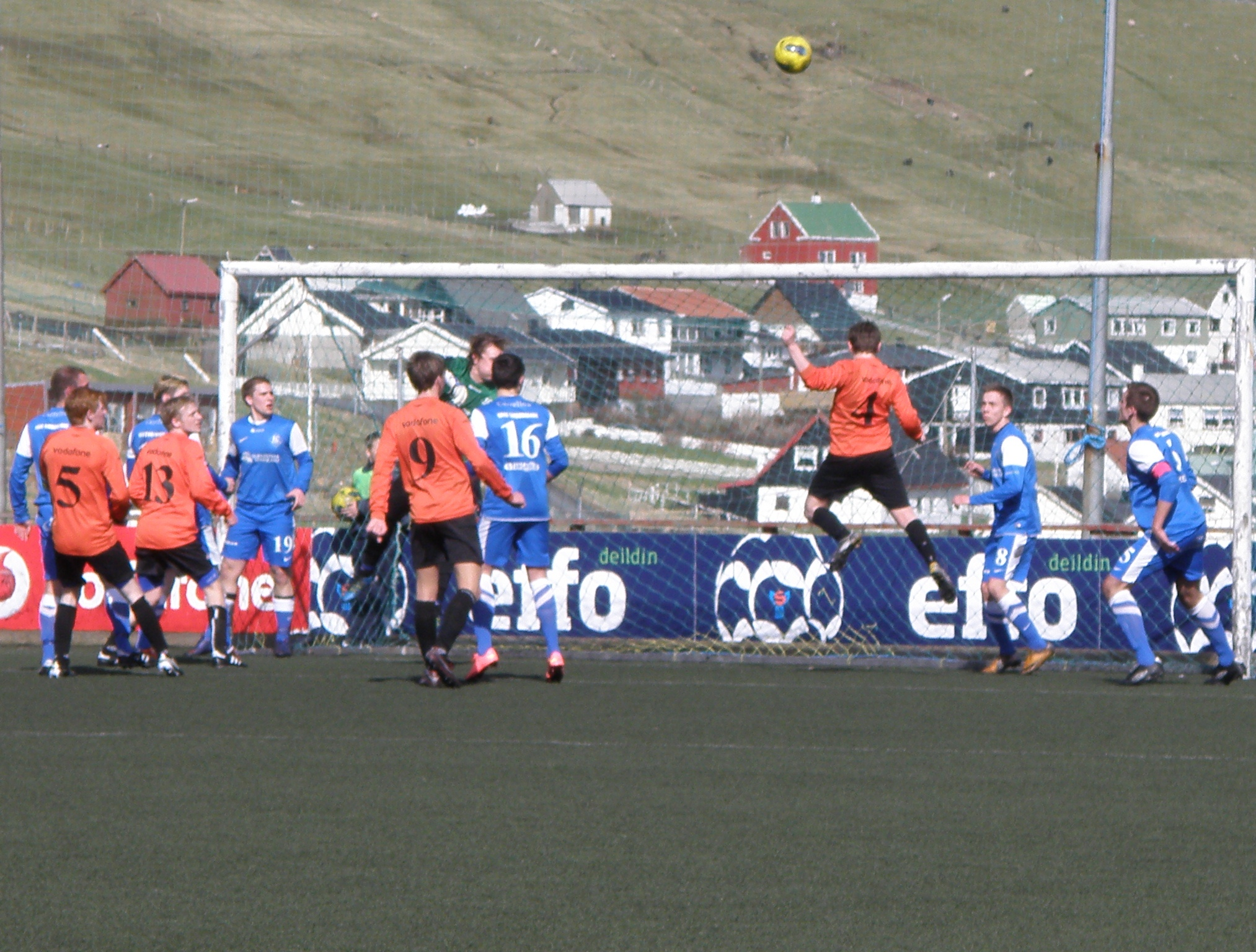
Skála vs. FC Suðuroy el 2012.

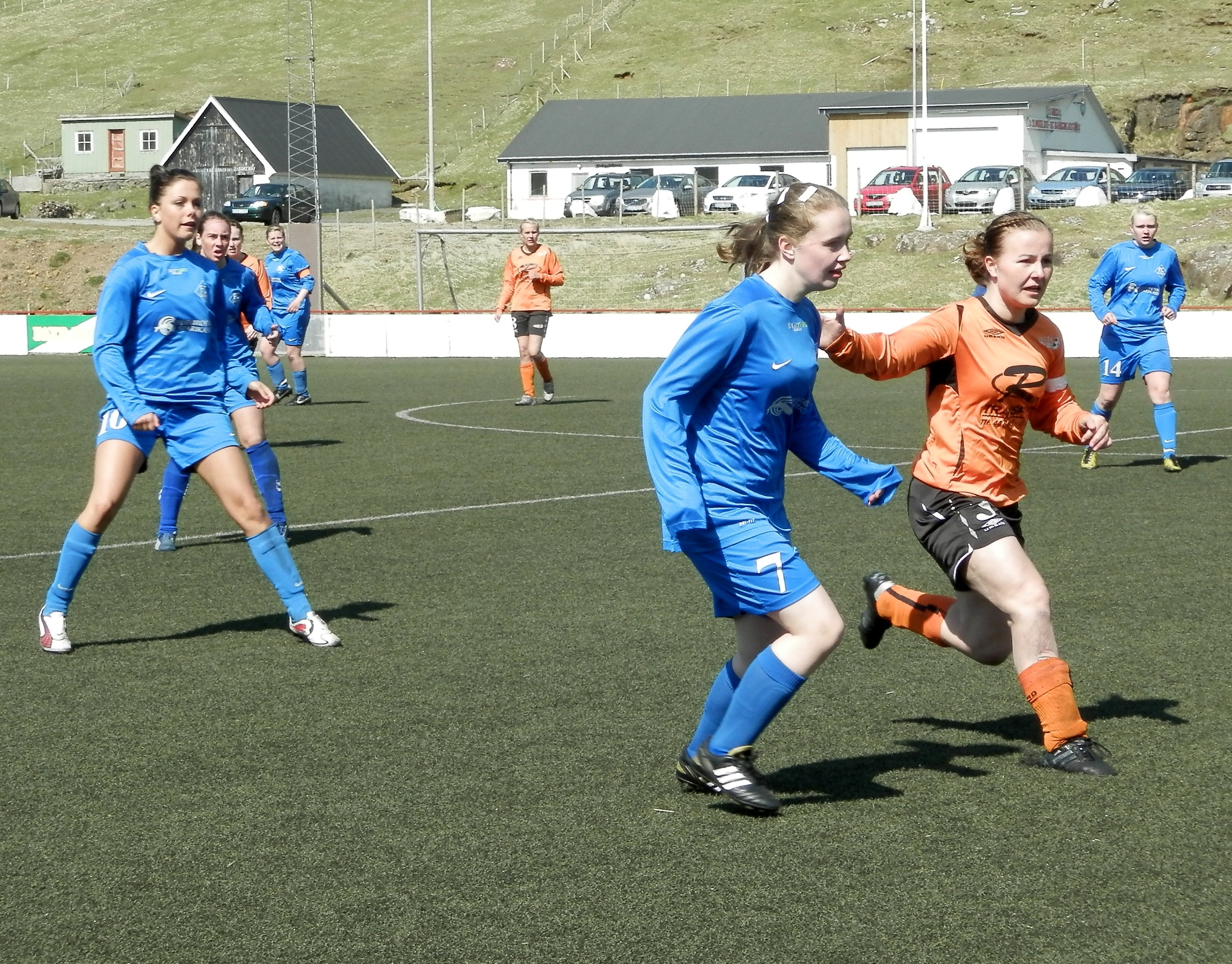
Skála femení vs. FC Suðuroy.

El club va ser fundat el 15 de maig de 1965. La seva millor temporada fou el 2005, segon a la lliga i classificat per la Copa de la UEFA 2006-07. Ascendí de nou a primera divisió l'any 2013.

## Palmarès
- Segona Divisió: 
  - 2015

- Tercera Divisió: 
  - 1998, 2000, 2010